# Ла-Рошфуко
Ла-Рошфуко́ (фр. La Rochefoucauld) — коммуна во Франции, находится в регионе Пуату — Шаранта. Департамент — Шаранта. Главный город кантона Ла-Рошфуко. Округ коммуны — Ангулем.
Код INSEE коммуны — 16281.
Коммуна расположена приблизительно в 380 км к юго-западу от Парижа, в 95 км южнее Пуатье, в 21 км к северо-востоку от Ангулема.

## Население
Население коммуны на 2008 год составляло 3162 человека.
| 1962 | 1968 | 1975 | 1982 | 1990 | 1999 | 2008 |
| ---- | ---- | ---- | ---- | ---- | ---- | ---- |
| 3462 | 3782 | 3699 | 3276 | 3448 | 3226 | 3162 |

## Климат
Климат океанический. Ближайшая метеостанция находится в городе Коньяк.
| Показатель                        | Янв. | Фев. | Март | Апр. | Май  | Июнь | Июль | Авг. | Сен. | Окт. | Нояб. | Дек. | Год   |
| --------------------------------- | ---- | ---- | ---- | ---- | ---- | ---- | ---- | ---- | ---- | ---- | ----- | ---- | ----- |
| Средний суточный максимум, °C     | 8,7  | 10,5 | 13,1 | 15,9 | 19,5 | 23,1 | 26,1 | 25,4 | 23,1 | 18,5 | 12,4  | 9,2  | 17,7  |
| Средняя температура, °C           | 5,4  | 6,7  | 8,5  | 11,1 | 14,4 | 17,8 | 20,2 | 19,7 | 17,6 | 13,7 | 8,6   | 5,9  | 12,5  |
| Средний суточный минимум, °C      | 2,0  | 2,8  | 3,8  | 6,2  | 9,4  | 12,4 | 14,4 | 14,0 | 12,1 | 8,9  | 4,7   | 2,6  | 7,8   |
| Норма осадков, мм                 | 80,4 | 67,3 | 65,9 | 68,3 | 71,6 | 46,6 | 45,1 | 50,2 | 59,2 | 68,6 | 79,8  | 80,0 | 783,6 |
| Источник: Relevé météo des Cognac |      |      |      |      |      |      |      |      |      |      |       |      |       |

## Экономика
В 2007 году среди 1773 человек в трудоспособном возрасте (15—64 лет) 1210 были экономически активными, 563 — неактивными (показатель активности — 68,2 %, в 1999 году было 68,7 %). Из 1210 активных работали 1023 человека (544 мужчины и 479 женщин), безработных было 187 (84 мужчины и 103 женщины). Среди 563 неактивных 90 человек были учениками или студентами, 246 — пенсионерами, 227 были неактивными по другим причинам.

## Достопримечательности
- Коллегиальная церковь Сен-Сибар (XIII век). Исторический памятник с 1909 года[3]
- Церковь Сент-Этьен (XII век). Исторический памятник с 1942 года[4]
- Замок Ла-Рошфуко[фр.] (XII век), известен как «жемчужина Ангумуа». Исторический памятник с 1955 года[5]
- Монастырь кармелитов (XIV век). Исторический памятник с 1909 года[6]
- Мост «Замок Ла-Рошфуко» (XV век). Исторический памятник с 1935 года[7]

## Фотогалерея

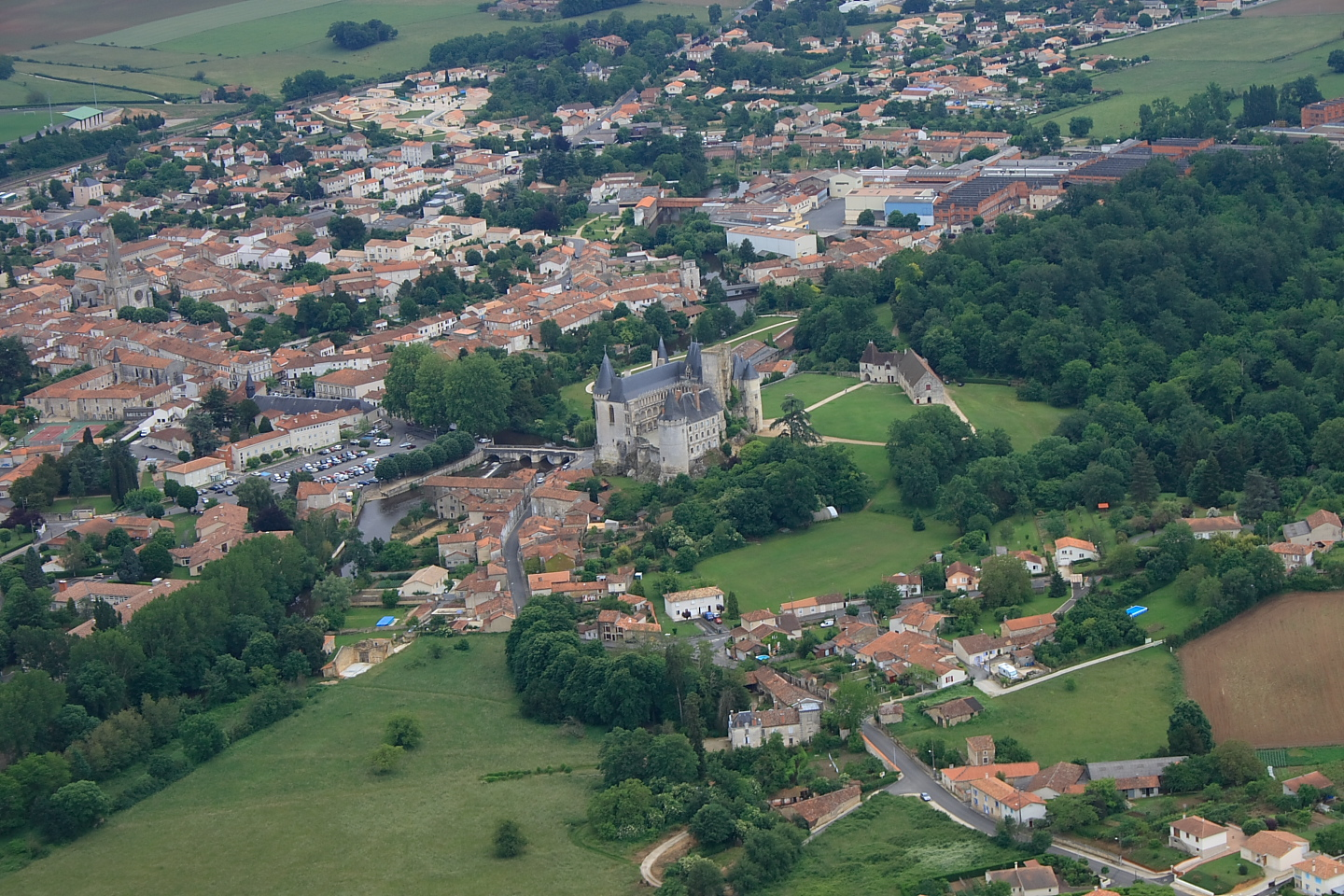
Ла-Рошфуко
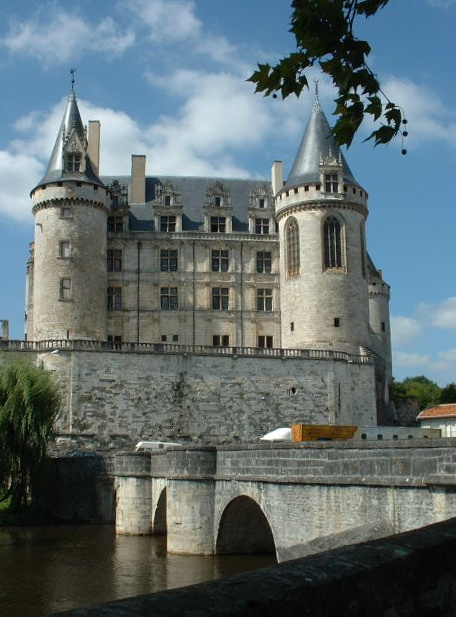
Замок Ла-Рошфуко
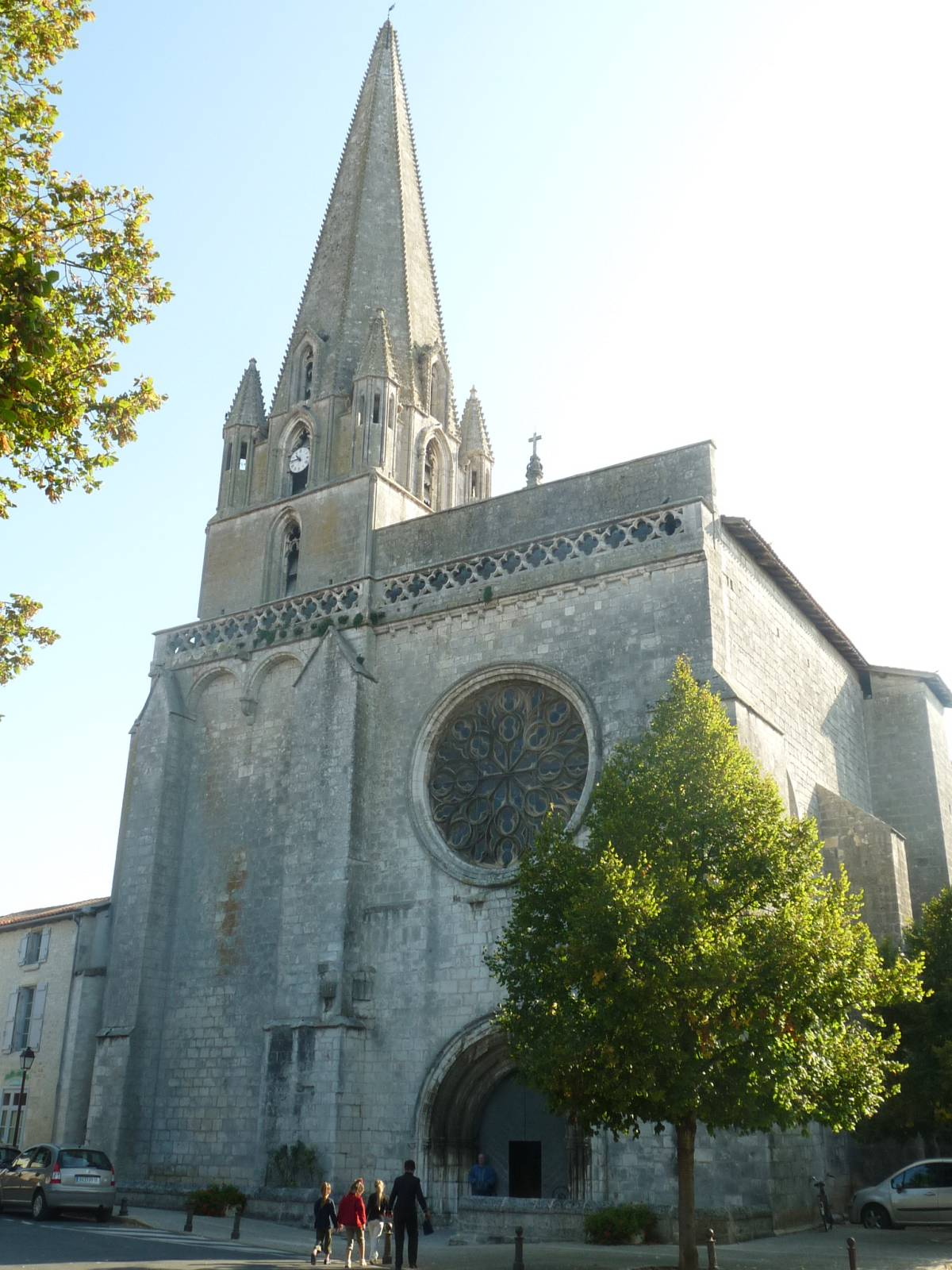
Церковь Сен-Сибар
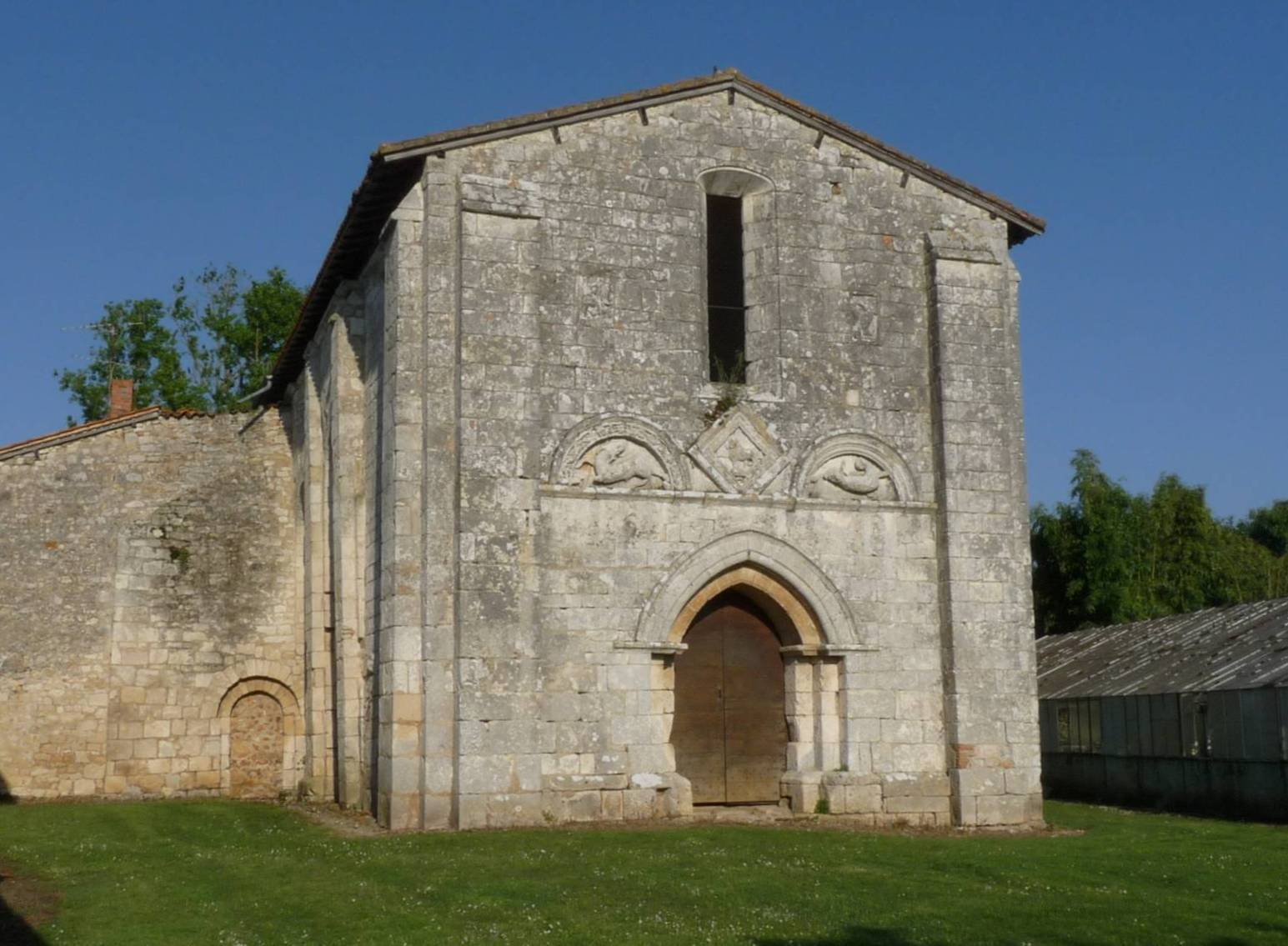
Церковь Сент-Этьен